# Подолшева
Подолшева (словен. Podolševa) је насељено место у општини Солчава, Савињска регија, Словенија.

## Историја
До територијалне реорганизације у Словенији била је у саставу старе општине Мозирје.

## Становништво
У попису становништва из 2011. године, Подолшева је имала 60 становника.
| Број становника према пописима | Број становника према пописима | Број становника према пописима |
| ------------------------------ | ------------------------------ | ------------------------------ |
| 1991                           | 2002                           | 2011                           |
| 85                             | 71                             | 60                             |

Напомена: До 1953. исказивано под именом Свети Дух. Године 1994. умањено за део насеља који је припојен насељу Логарска Долина.